# لوون کوجویان
لوون هاروتیونی کوجویان (ارمنی: Լևոն Հարությունի Կոջոյան؛ زادهٔ ۲۴ سپتامبر ۱۹۲۴ - درگذشته ۱۰ مارس ۲۰۱۵) نقاش اهل ارمنستان است.

## زندگی‌نامه
وی در ۲۴ سپتامبر ۱۹۲۴ در کیسلوفودسک به دنیا آمد و از آکادمی دولتی هنرهای زیبای ارمنستان فارغ‌التحصیل گشت. وی برنده جوایزی همچون مدال موسس خورناتسی است. وی در ۱۰ مارس ۲۰۱۵ در سن ۹۰ سالگی در ایروان درگذشت.